# Liste der Olympiasieger im Schwimmen
Die Liste der Olympiasieger im Schwimmen bietet einen Überblick über sämtliche Medaillengewinner in den Schwimmwettbewerben bei Olympischen Sommerspielen. Aufgrund der umfangreichen Datenmenge erfolgt eine Unterteilung in vier Teillisten.
- Unter „Alle Medaillengewinner“ sind sämtliche männlichen Medaillengewinner seit 1896 aufgeführt, unterteilt in Wettbewerbe, die zum aktuellen Wettkampfprogramm gehören sowie in nicht mehr ausgetragene Wettbewerbe.
- Unter „Alle Medaillengewinnerinnen“ sind sämtliche weiblichen Medaillengewinner seit 1912 aufgeführt, ebenfalls nach aktuellen und nicht mehr ausgetragenen Wettbewerben gegliedert.
- Unter „Alle Medaillengewinner (Mixed)“ sind sämtliche Medaillengewinner der 2021 erstmals ausgeführten Mixed-Wettbewerbe gegliedert.
- Die Liste „Die erfolgreichsten Teilnehmer“ führt sämtliche Athleten und Athletinnen auf, die mindestens zwei Goldmedaillen gewonnen haben.
- Die Liste „Nationenwertungen“ enthält die Medaillenspiegel, aufgeschlüsselt nach Gesamtzahl der gewonnenen Medaillen sowie nach Geschlecht.